# Classe Britannia

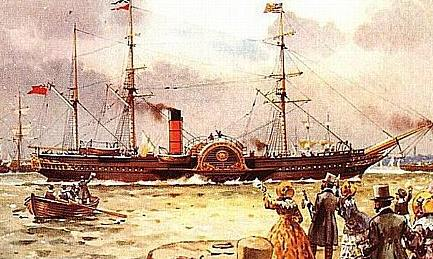
RMS Britannia (1840), o primeiro navio a vapor da Cunard construído para serviço transatlântico

A classe Britannia foi a frota inicial de Barcos a vapor com rodas de pás da Cunard Line, que estabeleceu o primeiro serviço programado de linhas transatlânticas regulares no Atlântico durante todo o ano em 1840. Em 1845, os navios a vapor transportavam metade dos passageiros das travessias transatlânticas e a Cunard dominava esse comércio. Embora as unidades da classe Britannia tivessem um desempenho sólido, não eram superiores a muitos dos outros navios a vapor em serviço no Atlântico naquela época. O que tornou a classe Britannia um sucesso é que ela foi a primeira classe homogênea de navios a vapor transatlânticos a fornecer um serviço frequente e uniforme. Britannia, Acadia e Caledonia entraram em serviço em 1840 e Columbia em 1841, permitindo que Cunard fornecesse o cronograma confiável de viagens exigido por seus contratos de correio com o Almirantado Britânico. Foram esses contratos por correspondência que permitiram a Cunard sobreviver enquanto todos os seus concorrentes faliram.